# Gikombe
Gikombe är ett periodiskt vattendrag i Burundi.   Det ligger i provinsen Muyinga, i den nordöstra delen av landet, 120 kilometer nordost om huvudstaden Bujumbura.
Omgivningarna runt Gikombe är en mosaik av jordbruksmark och naturlig växtlighet. Runt Gikombe är det ganska tätbefolkat, med 230 invånare per kvadratkilometer.